# Lenny Lacroix
Lenny Lacroix (sinh ngày 6 tháng 2 năm 2003) là cầu thủ bóng đá chuyên nghiệp Pháp chơi ở vị trí trung vệ cho câu lạc bộ Benfica B của Bồ Đào Nha.

## Sự nghiệp thi đấu chuyên nghiệp
Là một cầu thủ trẻ của các lò đào tạo Strasbourg, Mulhouse, Metz, Lacroix ký bản hợp đồng chuyên nghiệp đầu tiên với Metz vào ngày 18 tháng 12 năm 2019. Anh có trận ra mắt đội bóng trong chiến thắng 1-0 trước Reims tại Ligue 1 vào ngày 16 tháng 1 năm 2022.

## Sự nghiệp thi đấu quốc tế
Lacroix là cầu thủ trẻ của Pháp, anh ta đã từng chơi cho đội U-16, đội U-17, và đội U-19.

## Danh hiệu
Benfica
- Cúp bóng đá Liên lục địa U-20: 2022[7]